# Таунсенд, Томас, 1-й виконт Сидней
Томас Таунсенд, 1-й виконт Сидней (Томас Таунсенд-младший; англ. Thomas Townshend, 1st Viscount Sydney; 24 февраля 1733, графство Кент — 30 июня 1800, Сидкап (поблизости от Бексли)) — британский государственный деятель, министр внутренних дел Великобритании в 1782—1783 годах. Его именем ещё при жизни был назван австралийский город Сидней, а также гораздо меньший по размеру  город Сидней в Канаде на острове Кейп-Бретон.

## Биография
Томас Таунсенд-младший родился в 1733 году. Он был вторым сыном политика Томаса Таунсенда-старшего (1701—1780) и внуком влиятельного государственного деятеля Чарльзу Таунсенда, который был шурином Роберта Уолпола. Образование Таунсенд-младший получил в Клэр-колледже Кембриджского университета.
В 1754 году Сидней был избран в Палату общин Великобритании как член партии вигов, и затем заседал в Палате почти тридцать лет. С декабре 1767 года он также был членом Тайного совета Великобритании. В 1782—83 годах занимал посты министра внутренних дел Великобритании и лидера палаты общин. В 1783 году Таунсенд был возведён в пэрство, после чего перешёл в Палату лордов и был лидером палаты лордов 1783—1789 годах.

## Связь с Австралией
В начале 1780-х годов Таунсенда, наряду с некоторыми другими британскими политиками, интересовала возможность атаковать испанские владения в Южной Америке. За помощью в планировании экспедиции Таунсенд обратился к капитану Артуру Филлипу. По плану, разработанному Артуром Филлипом и утверждённому Таунсендом в сентябре 1782, эскадра из трёх линейных кораблей и фрегата должна была совершить набег на Буэнос-Айрес и Монтевидео, оттуда направиться к побережью Чили, Перу и Мексики для совершения серии небольших атак, а затем пересечь Тихий океан и присоединиться к британской Ост-Индской эскадре для атаки на Манилу, столицу испанских Филиппин.
Военно-морская экспедиция стартовала 16 января 1783 года. Её возглавил капитан-командор сэр Роберт Кингсмилл, а Артур Филипп получил под своё командование один из линейных кораблей — 64-пушечную «Европу».. Однако, практически сразу после старта экспедиции, между Великобританией и Испанией было заключено перемирие. Филипп отправился на «Европе» в Индию, чтобы присоединиться к британской Ост-Индской эскадре, а после возвращения в Британию вновь возобновил знакомство с Сиднеем.
После потери Тринадцати колоний, лорд Сидней, будучи министром внутренних дел в правительстве Уильяма Питта, получил задание разработать альтернативный план расселения каторжников. Местом для их переселения был выбран залив Ботани-Бей на побережье Австралии. Губернатором новой колонии лорд Сидней предложил назначить своего старого друга Артура Филлипа. Так Филипп стал фактическим основателем постоянного британского поселения в Австралии и сыграл важную роль в том, что колония сумела пережить первые, самые трудные годы. 26 января 1788 года Артур Филлип назвал бухту — Сидней в честь своего друга, а поселение на её берегу получило название Сидней-Таун. В 1789 году лорд Сидней стал виконтом Сиднеем.
Виконт Сидней, со своей стороны, разработал для новой колонии прогрессивные для своего времени законы, более характерные для переселенческой колонии свободных граждан, нежели для каторжной тюрьмы. Благодаря Сиднею новая колония управлялась по гражданскому а не режимному образцу. Даже начальник этой территории со 2 апреля 1787 года именовался губернатором колонии, а не комендантом поселения каторжников. В результате, жители Нового Южного Уэльса имели все права и все обязанности, гарантированные британским законодательством. Рабство в колонии было запрещено.